# The Witcher: Nightmare of the Wolf
The Witcher: Nightmare of the Wolf ist ein südkoreanisch-amerikanischer Dark-Fantasy-Computeranimationsfilm für Netflix, der von Lauren Schmidt Hissrich und Studio Mir produziert wurde. Der Film dient als Spin-Off der Netflix-Serie The Witcher. Er konzentriert sich auf die Entstehungsgeschichte von Geralts Mentor und Mithexer Vesemir. Die Premiere des Films fand am 23. August 2021 statt.

## Handlung
Die Geschichte beginnt damit, dass Vesemir ein adeliges Kind vor einem Leshen in einem Wald in Kaedwen rettet. Bevor die Kreatur stirbt, sagt die Kreatur etwas in einem archaischen Elfendialekt zu Vesemir, was ihn glauben lässt, dass sie von jemandem kontrolliert wurde.
Vesemir erinnert sich an seine Jugend, als er zusammen mit seiner besten Freundin Illyana Diener eines Adligen war, dessen Geliebte plötzlich erkrankt war. Ein Hexer namens Deglan folgerte, dass die Frau von einem Mahr besessen war und exorzierte das Monster mit Vesemirs Hilfe erfolgreich. Von Geld- und Reichtumsversprechen angelockt, verließ Vesemir Illyana und reiste nach Kaer Morhen. Nach Jahren brutalen Trainings und körperverändernden Experimenten wurde er ein erfolgreicher Hexer, der für seine Fähigkeiten und seine Arroganz berüchtigt war.
In der Gegenwart wird Vesemir von dem Elfen Filavandrel besucht, der denkt, dass der Leshen von Kitsu kontrolliert wurde, einem vermissten Elfenmädchen, dem zahlreiche andere folgten. Er bittet den Hexer, ihm bei den Ermittlungen zu helfen, aber Vesemir weigert sich. Unterdessen versucht eine Zauberin, Tetra Gilcrest vom Hof von Kaedwen, den König davon zu überzeugen, die Hexer von Kaer Morhen auszulöschen, doch ihre Versuche sind erfolglos aufgrund der Bemühungen von Lady Zerbst, einer königlichen Rätin, die mit den Hexern sympathisiert.
Vesemir besucht Kaer Morhen, wo er widerstrebend die Ausbildung neuer Kinderrekruten überwacht. Später werden er und ein weiterer Hexerkollege, Luka, verhaftet, weil sie zwei Ritter getötet haben, die sie in einer Taverne beleidigt hatten. Tetra fleht den König an, die gefangenen Hexer zu exekutieren, aber Lady Zerbst überredet den König, stattdessen Vesemir zusammen mit Tetra zu schicken, um den Wald von Kitsu zu befreien. Sie übergibt Vesemir persönlich den Missionsbefehl und zeigt sich als viel ältere Illyana, im Gegensatz zu dem jung aussehenden Vesemir, der aufgrund seiner Veränderungen langsam altert. Vesemir und Tetra reisen auf der Suche nach Kitsu durch den Wald, und sie erzählt ihm die Geschichte einer jungen Zauberin, die von einem Hexer im Rahmen eines Betrugs zu Unrecht getötet wurde, und dass sie davon überzeugt ist, dass alle Hexer verderbt sind. Sie finden das Mädchen, das aufgrund einer Mutation nun mächtige Illusionen zaubern kann, und bekämpfen ihren Basilisken. Sie töten das Monster, aber Kitsu flieht in den Wald.
Nach der Begegnung mit Kitsu stoßen die beiden auf eine alte und verlassene Elfenschule, in der sie die Leichen der anderen vermissten weiblichen Elfen finden. Sie retten den gefangenen Filavandrel, der erklärt, dass Kitsu versucht hatte, die an ihr durchgeführten Experimente zu wiederholen, und sie kommen zu dem Schluss, dass Hexer dafür verantwortlich sind, neue Monster zu erschaffen, um ihre abnehmende Zahl zu mildern. Dann verlässt er das Gelände mit einem überlebenden hybriden jungen Elfenmädchen und schwört, dass er Vesemirs Schwert rufen wird, wenn sie jemals jemandem Schaden zufügt. Vesemir vermutet, dass die Monster, denen er begegnet ist, wahrscheinlich in Kaer Morhen erschaffen wurden und geht, um sich seinem Mentor, Meisterhexer Deglan, zu stellen. Als er geht, zerstört Tetra Kitsus Höhle und macht sich auf die Suche nach ihr. Zurück am Hof, überzeugt sie den König von der Verantwortung der Hexer bei den jüngsten Monsterangriffen und erhält die Erlaubnis, Kaer Morhen zu belagern, während Lady Zerbsts Plädoyer die Hinrichtung von Luka nicht stoppen kann.
Deglan gibt gegenüber Vesemir zu, die Monster erschaffen zu haben, um ihre Arbeit und ihre Lebensweise aufrechtzuerhalten, und beide kämpfen. Bevor es weiter eskalieren kann, werden sie von Illyana über Tetras Angriff informiert. Tetra, die Kitsu über die Zerstörung ihrer Höhle und das Verschwinden des Hybridmädchens angelogen hatte, nutzt ihre Kontrolle über die Monster, um den Stadtbewohnern von Ard Carraigh zu helfen, die Hexer auszulöschen. Illyana hilft den Rekruten bei der Flucht aus Kaer Morhen, während die Hexer ihr Zuhause verteidigen. Obwohl sie einen guten Kampf liefern, werden die Hexer aufgrund der schieren Anzahl der Feinde massakriert. Deglan sieht die Torheit in seinen Handlungen und versucht, die Horde aufzuhalten, während Vesemir Tetra konfrontiert, die die Magier gefangen genommen hat und sie im Keller als Geiseln hält. Kitsu kommt an und stürzt Vesemir in eine Illusion, in der er Illyana heiratet und eine Familie hat. Vesemir kann jedoch aus der Illusion ausbrechen und liefert sich einen erbitterten Kampf mit Tetra und ihren Truppen. Vermeintlich tötet er Tetra und ersticht Kitsu, was sich als eine andere Illusion enthüllt, er hatte stattdessen einen Magier getötet und Illyana erstochen.
Tetra greift Vesemir von hinten an und sie enthüllt, dass sie die Tochter der Zauberin ist, die von dem betrügerischen Hexer getötet wurde (angeblich Vesemir), was ihren Hass auf ihre Art erklärt. Bevor sie den letzten Schlag setzen kann, wird Tetra von einem sterbenden Deglan getötet, der Vesemir bittet, die Kinder zu finden und sie zu „besseren Männern“ zu machen, bevor er seinen Wunden erliegt. Auf Geheiß von Illyana erlaubt Vesemir Kitsu zu fliehen, und er trägt eine sterbende Illyana aus dem brennenden Schloss. Vesemir nimmt Illyana mit an einen See, an dem sie immer davon geträumt hat, zu leben. Die beiden teilen sich einen kurzen Moment, bevor sie friedlich stirbt und einen trauernden Vesemir zurücklässt. Dann macht er sich auf den Weg und holt die Kinder ein. Er wirft ihnen ihre Hexermedaillons zu und bittet sie, sich dafür zu entscheiden, Hexer zu werden oder wegzugehen. Einer von ihnen sagt, dass jeder sie hassen wird, worauf Vesemir grinst und antwortet: „Es wird immer mehr Monster geben, Geralt.“ Die Jungen denken über Vesemirs Worte nach, bevor sie ihre Medaillons aufheben.

## Produktion
Im Januar 2020 kündigte Netflix an, dass eine Animationsfilmadaption vom koreanischen Animationsstudio Studio Mir in Arbeit sei.

## Veröffentlichung
Während des virtuellen WitcherCon-Events im Juli 2021 wurde ein „Date Announcement“-Teaser veröffentlicht, der Film feierte am 23. August 2021 Premiere.

## Synchronisation
Die deutsche Synchronisation entstand nach einem Dialogbuch von Ari Raschidi und der Dialogregie von Frank Muth im Auftrag der Iyuno Germany GmbH.
| Rolle          | Originalsprecher | Deutscher Sprecher |
| -------------- | ---------------- | ------------------ |
| Vesemir        | Theo James       | Jaron Löwenberg    |
| Tetra Gilcrest | Lara Pulver      | Aline Staskowiak   |
| Lady Zerbst    | Mary McDonnell   | Kornelia Boje      |
| Junger Vesemir | David Errigo Jr. | Nicolas Rathod     |
| Deglan         | Graham McTavish  | Milton Welsh       |
| Illyana        | Jennifer Hale    | Julia Bautz        |
| Filavandrel    | Tom Canton       | Leonhard Mahlich   |
| Adelige Frau   | Jennifer Hale    | Mareile Moeller    |
| Sugo           | Luke Youngblood  | Patrik Cieslik     |
| Junger Tomas   | Michaela Dietz   | Jaron Müller       |
| Luka           | Matt Yang King   | Amadeus Strobl     |
| Reidrich       | Keith Ferguson   | Oliver Siebeck     |
| König Dagread  | Adam Croasdell   | Roman Wolko        |
| Junger Luka    | Jennie Kwan      | Hannes Ploner      |